# بيتر وايت
بيتر وايت (بالإنجليزية: Peter White)‏ هو ممثل أمريكي، ولد في 10 أكتوبر 1937 بنيويورك في الولايات المتحدة.

## أعمال

### أفلام
- (1998) أرمجدون[6][7][8]

### مسلسلات
- آلي مكبيل
- الملفات الغامضة
- جاغ
- دالاس
- ديناستي
- كولد كيس

## وصلات خارجية
- بيتر وايت على موقع أرشيف الشارخ.
- بيتر وايت على موقع IMDb (الإنجليزية)
- بيتر وايت على موقع ألو سيني (الفرنسية)
- بيتر وايت على موقع أول موفي (الإنجليزية)
- بيتر وايت على موقع قاعدة بيانات برودواي على الإنترنت (الإنجليزية)
- بيتر وايت على موقع قاعدة بيانات الأفلام السويدية (السويدية)
- بيتر وايت على موقع قاعدة بيانات الفيلم (الإنجليزية)
- بيتر وايت على موقع كينوبويسك (الروسية)